# Nyctophilus heran
Nyctophilus heran là một loài động vật có vú trong họ Dơi muỗi, bộ Dơi. Loài này được Kitchener, How, & Maharadatunkamsi mô tả năm 1991.